# Ashikaga Yoshizumi
Ashikaga Yoshizumi (足利 義澄, 15 de janeiro de 1481 – 6 de setembro de 1511) foi o décimo primeiro xogum do xogunato Ashikaga e governou o Japão entre 1494 e 1508. Foi o filho de Ashikaga Masatomo e neto do sexto xogum Ashikaga Yoshinori.
Adotado pelo oitavo xogum Ashikaga Yoshimasa, se tornou xogum por Hosokawa Masato ao tomar o lugar do décimo xogum Ashikaga Yoshitane. Entretanto em 1508 Yoshitane recuperou o título de xogum. 
Seu filho Ashikaga Yohiharu e neto Ashikaga Yoshihide se tornaram xoguns (12º e 14º respectivamente).
| Precedido por Ashikaga Yoshitane | -- 11° Xogum Muromachi 1494–1508 | Sucedido por Ashikaga Yoshiharu |